# National Museum and Art Gallery (Trinité-et-Tobago)
Le National Museum and Art Gallery est le musée national de Trinité-et-Tobago, situé à Port-d'Espagne sur l'île de Trinité. Il est situé en haut de Frederick Street, en face du Memorial Park, et juste au sud du Queen's Park Savannah (en).
Le musée a été fondé en 1892, sous le nom de Royal Victoria Institute, car il a été construit dans le cadre des préparatifs du jubilé de la reine Victoria, et est désormais le musée le plus important du pays.
Le bâtiment est un exemple du style colonial de l'époque victorienne des Antilles britanniques.

## Histoire
Le Royal Victoria Institute — le premier nom de l'actuel National Museum and Art Gallery — a été construit en tant que musée des sciences et des arts en 1892 pour commémorer le Jubilé de diamant de la reine Victoria. Construit dans le style de la Renaissance allemande et conçu par l'architecte D. M Hahn, le musée est inauguré le 17 septembre de la même année.
D'abord utilisé pour des expositions sur des recherches en histoire naturelle et archéologie et pour donner des cours d'art et d'artisanat, le bâtiment est agrandi en 1901 pour inclure une salle de lecture, ainsi qu'une salle de loisirs et des courts de tennis.
En 1905, l'Institut limite ses activités à des fonctions sociales et des représentations théâtrales. Le 18 avril 1913, le Marie Louise Hall est inaugurée par la Princesse Marie-Louise de Schleswig-Holstein. La salle est située dans l'aile commémorative du roi Édouard VIII au premier étage du côté est du bâtiment. À cette époque, l'Institut abrite un certain nombre de collections uniques d'histoire naturelle.
Le 19 mai 1920, l'intérieur du bâtiment est détruit par un incendie. Seuls les murs extérieurs sont restés et la plupart des collections ont été perdues. La partie principale du bâtiment a été reconstruite selon le même plan que l'ancien bâtiment. Il est rouvert en juin 1923 et est utilisé pour des représentations théâtrales et musicales ainsi que des cours commerciaux.
En 1945, le gouvernement colonial décide d'étendre les expositions et les activités de l'institution et lui donne le statut de musée : il devient le Musée national de Trinité-et-Tobago, dans la mesure où il sert l'intérêt public, relate l'histoire, l'environnement artistique, intellectuel, économique, technologique, juridique, social, politique et physique.

## Collections
Le musée est divisé en sept collections principales : Arts, Histoire sociale, Histoire naturelle, Histoire économique, Pétrole et Géologie. Il conserve et organise ainsi des expositions sur sa collection nationale permanente d'art, des représentations des festivals nationaux, du Carnaval de Trinité-et-Tobago, de la vie pendant la Seconde Guerre mondiale et des objets des premiers colons du pays, les Amérindiens,. Il présente également des expositions d'artistes locaux et internationaux de premier plan. Il gère ainsi une collection d'environ 10 000 objets, et consacre une galerie à la collection de tableaux du peintre trinidadien Michel-Jean Cazabon, considéré comme le plus important du XIXe siècle du pays.
Les installations comprennent une salle audio-visuelle qui est utilisée dans le cadre d'un programme éducatif actif.

## Musées annexes
Le musée compte trois musées annexes :
- le musée de la ville de Port-d'Espagne, au Fort San Andres (en) sur le quai sud de la ville ;
- le musée du service de police de Trinité-et-Tobago, au quartier général de la police, St Vincent Street, à Port-d'Espagne ;
- le musée de la monnaie, à la Banque centrale, Eric Williams Financial Plaza, Independence Square, Port-d'Espagne.